# Niemieckie dywizje pancerne (1935–1945)
Niemieckie dywizje pancerne, niem. Panzer-Divisionen – niemieckie dywizje z czasów II wojny światowej. Tworzono je w latach 1935–1945.
Etat dywizji pancernej w latach 1935–1940:
- brygada pancerna – 2 pułki czołgów po dwa bataliony
- brygada piechoty zmotoryzowanej – batalion motocyklistów, pułk strzelców, pułk artylerii, bataliony: rozpoznawczy, artylerii przeciwlotniczej, saperów, łączności oraz służby tyłowe.

Etat dywizji pancernej po 1941:
- pułk czołgów (2 bataliony)
- brygada piechoty: 2 pułki strzelców, pułk artylerii, bataliony: motocyklowy, artylerii przeciwlotniczej, rozpoznawczy, niszczycieli czołgów, saperów, łączności, oraz służby tyłowe.

## Lista dywizji
Dywizje Waffen-SS
- 1 Dywizja Pancerna SS „Leibstandarte SS Adolf Hitler”
- 2 Dywizja Pancerna SS „Das Reich”
- 3 Dywizja Pancerna SS „Totenkopf”
- 5 Dywizja Pancerna SS „Wiking”
- 9 Dywizja Pancerna SS „Hohenstaufen”
- 10 Dywizja Pancerna SS „Frundsberg”
- 12 Dywizja Pancerna SS „Hitlerjugend”

Dywizje Wehrmachtu
- Dywizja Pancerna Kempf

- 1 Dywizja Pancerna (III Rzesza)
- 2 Dywizja Pancerna (III Rzesza)
- 3 Dywizja Pancerna (III Rzesza)
- 4 Dywizja Pancerna (III Rzesza)
- 5 Dywizja Pancerna (III Rzesza)
- 6 Dywizja Pancerna (III Rzesza)
- 7 Dywizja Pancerna (III Rzesza)
- 8 Dywizja Pancerna (III Rzesza)
- 9 Dywizja Pancerna (III Rzesza)
- 10 Dywizja Pancerna (III Rzesza)
- 11 Dywizja Pancerna (III Rzesza)
- 12 Dywizja Pancerna (III Rzesza)
- 13 Dywizja Pancerna (III Rzesza)
- 14 Dywizja Pancerna (III Rzesza)
- 15 Dywizja Pancerna (III Rzesza)
- 16 Dywizja Pancerna (III Rzesza)
- 17 Dywizja Pancerna (III Rzesza)
- 18 Dywizja Pancerna (III Rzesza)
- 19 Dywizja Pancerna (III Rzesza)
- 20 Dywizja Pancerna (III Rzesza)
- 21 Dywizja Pancerna (III Rzesza)
- 22 Dywizja Pancerna (III Rzesza)
- 23 Dywizja Pancerna
- 24 Dywizja Pancerna
- 25 Dywizja Pancerna (III Rzesza)
- 26 Dywizja Pancerna (III Rzesza)
- 27 Dywizja Pancerna (III Rzesza)
- 116 Dywizja Pancerna
- 155 Rezerwowa Dywizja Pancerna (III Rzesza)
- 178 Zapasowa Dywizja Pancerna (III Rzesza)
- 179 Rezerwowa Dywizja Pancerna (III Rzesza)
- 232 Dywizja Pancerna (III Rzesza)
- 233 Rezerwowa Dywizja Pancerna (III Rzesza)
- 273 Rezerwowa Dywizja Pancerna (III Rzesza)
- Dywizja Pancerna Clausewitz
- Dywizja Pancerna "Feldherrnhalle"
- Dywizja Pancerna Feldherrnhalle 2
- Dywizja Pancerna Holstein
- Dywizja Pancerna Jüterbog
- Dywizja Pancerna Kurmark
- Dywizja Panzer Lehr
- Dywizja Pancerna Müncheberg
- Dywizja Pancerna Norwegen
- Dywizja Pancerna Schlesien
- Dywizja Pancerna Tatra

Uwaga:
Dywizje tworzone pod koniec wojny (np. Müncheberg, Clausewitz) miały zaniżone stany etatowe. Ich broń pancerna często ograniczała się do batalionu czołgów (po 2 kompanie) oraz batalionu dział szturmowych.